# Aposta desportiva
Aposta desportiva é uma aposta feita sobre um evento desportivo.

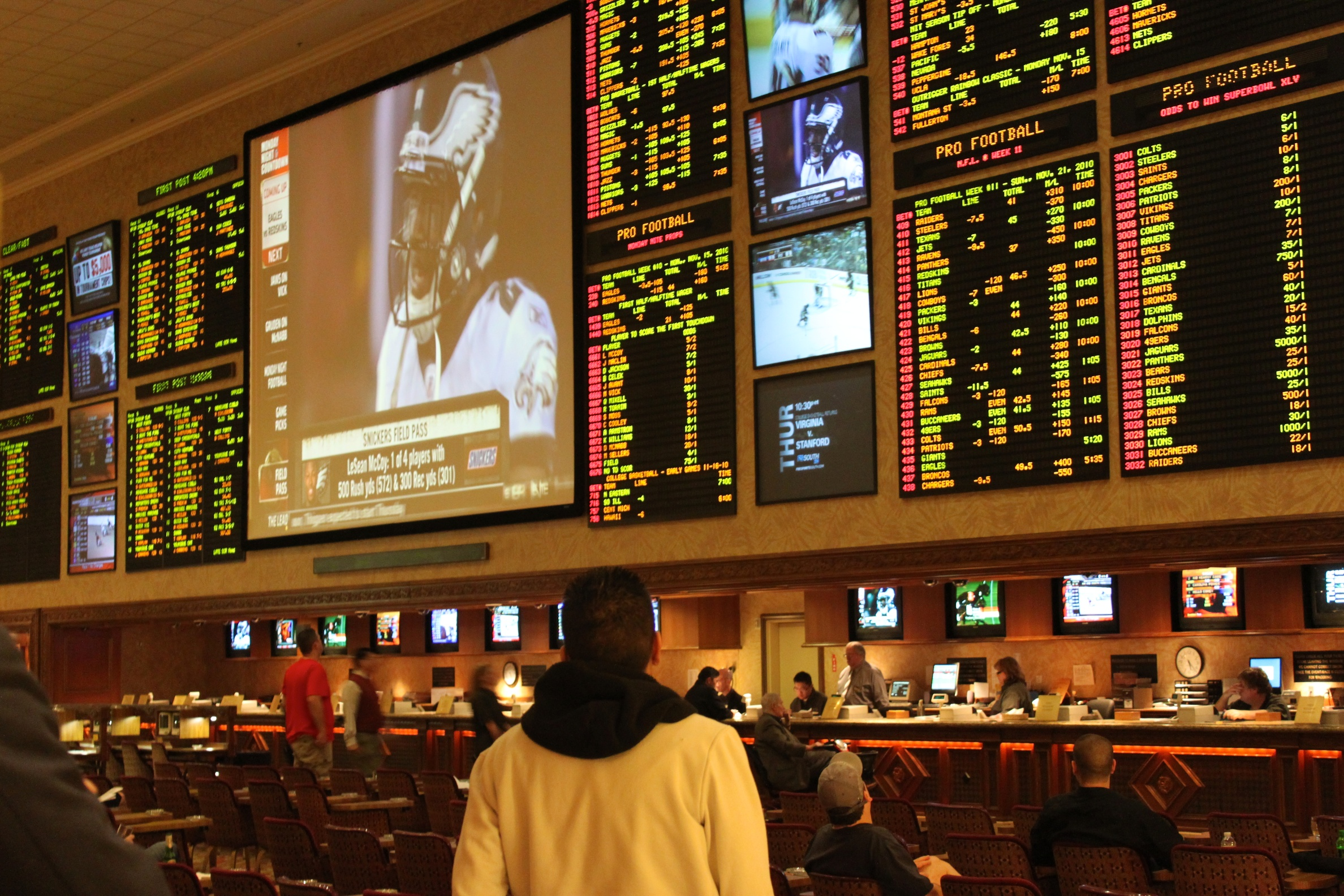
Quadros de cotações em uma casa de apostas esportivas de Las Vegas

## Aposta (definição)
Uma aposta é um contrato entre a casa de apostas e o apostador que coloca um certo dinheiro na previsão de um resultado, a um certo preço (Odd, ou inverso da probabilidade) 
Se a previsão estiver certa, o Apostador recebe o dinheiro que apostou mais o lucro dessa aposta que é calculado de acordo com a Odd à qual apostou.

## História
Este tipo de aposta é o mais antigo do qual se tem registro. A civilização grega, há mais de dois mil anos, foi responsável por iniciar as apostas em suas disciplinas favoritas. Anos mais tarde, os romanos adotaram esse costume, que evoluiu para um negócio, com apostas sendo realizadas nos circos romanos, tendo os gladiadores como principais atrações. Foi, contudo, durante os séculos XVIII e XIX que essa prática começou a se espalhar de forma exponencial. Por volta de 1780, surge o jogo que chegou até os nossos dias. As apostas eram feitas em corridas de cavalos e galgos, e seu deslanche definitivo ocorreu na Inglaterra, verdadeiro berço das apostas, chegando aos Estados Unidos meio século depois.
Com o surgimento das casas de apostas, as apostas esportivas começaram a se expandir para outros esportes. No entanto, a grande revolução do mercado de apostas esportivas ocorreu no início da primeira década do século XXI, com a entrada da Internet neste setor. O jogo online marcou um antes e um depois no mundo das apostas esportivas. A partir desse momento, houve um crescimento exponencial no número de empresas do setor, no faturamento do mesmo e nas práticas e comportamentos do consumidor.

### No Brasil
Os jogos de apostas no Brasil têm diversas restrições legais. Os cassinos são considerados ilegais e classificados como contravenção penal desde 1946, quando o então presidente Eurico Gaspar Dutra assinou um decreto proibindo sua exploração. No entanto, apostas em corridas de cavalos e apostas esportivas são permitidas, assim como as loterias, que são monopólio da Caixa Econômica Federal. A Loteca, antiga Loteria Esportiva, foi regulamentada em 1970 e tem como objetivo prognosticar resultados de partidas de futebol, sendo mantida pela Caixa Econômica Federal. Já a Lotogol, criada em 2002 em substituição ao Bolão Federal, premiava apostadores que acertassem placares de jogos de futebol pré-determinados, mas deixou de ser realizada em 2019, quando ocorreu seu último concurso.
Sites de apostas, frequentemente chamados de bets (do inglês apostas), passaram a ser permitidos para os brasileiros após a aprovação da Lei 13.756/2018 pelo ex-Presidente Michel Temer. Essa legislação autorizou as apostas de quota fixa em jogos de futebol, desde que realizadas por sites sediados no exterior, situação semelhante à dos cassinos em cruzeiros, que operam apenas em águas internacionais, fora da jurisdição brasileira. Atualmente, o processo de legalização das apostas esportivas está em andamento, com os principais pontos do marco regulatório definidos e aguardando aprovação do Senado. As empresas interessadas deverão obter uma licença que custará cerca de R$ 30 milhões, válida por três anos, além de pagar uma taxa de 18% sobre sua receita. Em 2024, o governo federal criou a Secretaria de Prêmios e Apostas, vinculada ao Ministério da Fazenda, para regulamentar e fiscalizar esse setor.

## Lucro de uma Aposta
Se a previsão estiver errada, a casa de apostas fica com o dinheiro que o apostador apostou. Se a previsão estiver certa, o apostador ganha o dinheiro que apostou mais o valor do lucro:
{\displaystyle Lucro=ValorApostado\times (Odd-1)}

## Aprendizado de máquina em apostas esportivas
Os modelos de aprendizado de máquina podem fazer previsões em tempo real com base em dados de várias fontes sem sentido, como desempenho do jogador, clima, sentimento dos fãs etc. Alguns modelos mostraram uma precisão um pouco maior do que os especialistas do domínio. Esses modelos exigem uma grande quantidade de dados comparáveis e bem organizados antes da análise, o que os torna particularmente adequados para prever o resultado de partidas de esports, onde grandes quantidades de dados bem estruturados estão disponíveis.

## Escândalos de apostas famosos
O escândalo de apostas de 1906 entre os Massillon Tigers e os Canton Bulldogs, duas das melhores equipas do futebol profissional americano no início do século XX, levou ao declínio do futebol profissional "com muito dinheiro" durante vários anos. A investigação moderna demonstrou que as alegações de apostas eram infundadas.
Há muito que a corrupção no ténis é vista como um problema. Em 2011, o antigo tenista austríaco Daniel Kellerer, classificado em 55º lugar no ranking mundial, tornou-se o primeiro tenista a ser desqualificado para o resto da vida por tentar viciar jogos. As violações ficaram por resolver entre outubro de 2009 e julho de 2010, depois de as Unidades de Integridade do Ténis terem lançado uma investigação em nome da Federação Internacional de Ténis e dos circuitos ATP e WTA. Em 2004 e 2006, Kellerer foi banido por seis meses devido ao seu mau comportamento. 

## Coeficientes
As probabilidades de diferentes resultados para uma única aposta são apresentadas no formato europeu (probabilidades decimais), no formato britânico (probabilidades fraccionárias) ou no formato americano (probabilidades moneyline). O formato europeu (factores decimais) é utilizado na Europa continental, no Canadá e na Austrália. Representam o rácio entre o pagamento total e a taxa em formato decimal. Um fator decimal de 2,00 é uma aposta par. O formato britânico (probabilidades fraccionadas) é utilizado pelas casas de apostas do Reino Unido. Este é o rácio entre o montante ganho e a aposta - o "/" sólido pronuncia-se "k"; por exemplo, 7/1 é "sete para um". As probabilidades fraccionárias de 1/1 são probabilidades iguais. As probabilidades no formato americano são o montante dos ganhos para uma aposta de 100% no caso positivo e a aposta necessária para uma vitória de 100% no caso negativo. Nos EUA, as probabilidades de 100 são uma aposta equilibrada.